# Adrian Małecki
Adrian Małecki (ur. 30 sierpnia 1976 w Janowcu Wielkopolskim, zm. 21 lutego 2016 tamże) – polski koszykarz występujący na pozycjach rzucającego obrońcy lub niskiego skrzydłowego. Dwukrotny brązowy medalista Polskiej Ligi Koszykówki. Trzykrotny uczestnik Meczu Gwiazd Polskiej Ligi Koszykówki i jedyny koszykarz w historii, który podczas jednej takiej imprezy wygrał zarówno konkurs wsadów, jak i konkurs rzutów za 3 punkty.

## Życiorys

### Lech Poznań (1993–1997)
Małecki początkowo uprawiał piłkę nożną, później zaczął trenować koszykówkę. W wieku 16 lat przyjechał do Poznania, gdzie zaczął się uczyć w szkole średniej i trenował w drużynach juniorskich Lecha. Jest wychowankiem Lecha Poznań. W barwach tego zespołu w sezonie 1993/1994 zadebiutował w Polskiej Lidze Koszykówki. W pierwszym meczu w najwyższej klasie rozgrywkowej zdobył 2 punkty. W całym sezonie rozegrał wówczas 9 meczów ligowych, w których zdobywał średnio po 2,1 punktu. Wraz z Lechem zdobył także brązowy medal rozgrywek ligowych.
Przez kolejne 2 sezony był podstawowym zawodnikiem poznańskiej drużyny, występując odpowiednio w 28 (sezon 1994/95) i 29 (1995/96) spotkaniach ligowych i zdobywając w nich średnio po 13,8 (1994/95) i 13 (1995/96) punktu na mecz. W pierwszym z tych sezonów po raz pierwszy w karierze zdobył w meczu ligowym ponad 30 punktów.
W ostatnim sezonie w Lechu (1996/97) wystąpił w 45 spotkaniach ligowych, zdobywając w nich przeciętnie po 23,2 punktu na mecz. W rozgrywkach tych został 5. najlepszym strzelcem sezonu i 2. najskuteczniejszym Polakiem z dorobkiem 1046 punktów, przegrywając jedynie z 3 Amerykanami (Tyrone Thomas, Tyrice Walker i Antoine Joubert) oraz Maciejem Zielińskim. Ponadto w rozegranym w październiku 1996 meczu przeciwko Polonii Przemyśl zdobył 46 punktów, co było jego najlepszym osiągnięciem w PLK w całej karierze. W tym samym roku wystąpił także po raz pierwszy w Meczu Gwiazd Polskiej Ligi Koszykówki, zdobywając w głównym spotkaniu tej imprezy 2 punkty.

### Unia Tarnów (1997–1999)
Latem 1997 roku podpisał jednocześnie kontrakty z dwoma klubami – Śląskiem Wrocław i Unią Tarnów, jednak ostatecznie reprezentował barwy tej drugiej drużyny. W klubie z Tarnowa Małecki występował przez 2 sezony (1997/1998 i 1998/1999). Rozegrał wówczas 67 meczów ligowych, w których zdobył łącznie 1213 punktów (średnio 18,1 w jednym spotkaniu). W drugim z tych sezonów zajął 10. miejsce w klasyfikacji najlepszych strzelców ligi z dorobkiem 605 punktów.
W swojej karierze nigdy nie wystąpił w reprezentacji młodzieżowej. W listopadzie 1997 roku miał zagrać w meczu tej kadry z jej rówieśnikami z Węgier, jednak nie stawił się na zgrupowanie, tłumacząc swą absencję drobną kontuzją stawu skokowego.
Grając w barwach Unii dwukrotnie wystąpił w Meczu Gwiazd Polskiej Ligi Koszykówki. W 1998 w głównym spotkaniu tej imprezy zdobył 16 punktów, zwyciężając także konkursy wsadów i rzutów za 3 punkty, stając się tym samym jedynym koszykarzem w historii, który podczas jednego Meczu Gwiazd PLK zwyciężył w obu tych konkursach. W 1999 roku w głównym spotkaniu tej imprezy zdobył 6 punktów.
Latem 1999 roku, na wniosek ówczesnego trenera kadry Piotra Langosza, został zdyskwalifikowany na okres pół roku za samowolne opuszczenie zgrupowania seniorskiej reprezentacji Polski.

### Hoop Pruszków (1999–2001)
W wyniku dyskwalifikacji za opuszczenie reprezentacyjnego zgrupowania w sezonie 1999/2000 nie mógł wystąpić w żadnym spotkaniu pierwszej rundy rozgrywek Polskiej Ligi Koszykówki. Na początku listopada 1999 roku rozpoczął treningi z zespołem Hoop Pruszków. Ostatecznie na początku grudnia 1999 roku został wypożyczony z Unii Tarnów do klubu z Pruszkowa. W barwach Hoopu zadebiutował 22 grudnia 1999 roku, w pierwszym meczu rundy rewanżowej sezonu 1999/2000 przeciwko Stali Ostrów Wielkopolski. W sumie w sezonie 1999/2000 rozegrał 23 mecze ligowe, spędzając na parkiecie średnio niespełna 11 minut i zdobywając w tym czasie po 5,7 punktu. Wraz z Hoopem zdobył także brązowy medal Polskiej Ligi Koszykówki.
Latem 2000 roku podpisał nowy kontrakt z pruszkowskim klubem. W sezonie 2000/2001 rozegrał 36 spotkań, spędzając na boisku średnio ponad 18 minut i zdobywając przeciętnie po 9,4 punktu i 3,2 zbiórki na mecz. W marcu 2001 roku kontrola antydopingowa wykryła w jego organizmie ślady po paleniu marihuany. Nie była ona jednak wówczas wpisana na listę środków zabronionych, w związku z czym nie został ukarany dyskwalifikacją, a jedynie karą finansową ze strony klubu. W maju 2001 roku, w wieku 24 lat i 9 miesięcy, rozegrał ostatni w swojej karierze mecz w Polskiej Lidze Koszykówki, zdobywając 13 maja w meczu o trzecie miejsce przeciwko Prokomowi Trefl Sopot 19 punktów. Latem 2001 roku podpisał nowy, dwuletni kontrakt z klubem z Pruszkowa, jednak krótko później zarówno jego agent, jak i klub stracili z nim kontakt.
W barwach pruszkowskiego zespołu wystąpił także w 6 spotkaniach w europejskich pucharach (w rozgrywkach Pucharu Saporty i Pucharu Koracia), w których łącznie zdobył 30 punktów.

### Veszprémi Egyetem SC (2004)
Na początku 2004 roku, po około 2,5 roku przerwy, za namową swojego szwagra Małecki ponownie zaczął grać w koszykówkę. Został wówczas zawodnikiem drugoligowego węgierskiego klubu Veszprémi Egyetem SC. W sezonie 2003/2004 wystąpił w sumie w 4 spotkaniach, we wszystkich grając w „pierwszej piątce”. Zdobywał średnio po 27 punktów (najwyższa średnia w lidze), 4,5 zbiórki, 2,5 przechwytu i 2 asysty na mecz. W rekordowym meczu przeciwko klubowi Kanizsa KK-DKG-EAST rzucił 38 punktów.

### Astoria Bydgoszcz (2004–2005)
W listopadzie 2004 roku rozpoczął rozmowy z Astoria Bydgoszcz na temat powrotu do ligi polskiej. Ostatecznie kontrakt z tym klubem podpisał w grudniu tego samego roku. W styczniu 2005 roku w jej barwach wystąpił w meczu Pucharu Ligi przeciwko Czarnym Słupsk. Nie mógł jednak występować w tym czasie w lidze, bowiem tzw. „okienko transferowe” w Polskiej Lidze Koszykówki „otwierało się” dopiero w lutym tego samego roku. Pod koniec stycznia, po jego tygodniowej nieobecności na treningach, Astoria rozwiązała z nim kontrakt. Na początku lutego klub wyraził zainteresowanie możliwością ponownego zawarcia umowy (warunkiem było zamieszkanie z ówczesnym trenerem zespołu z Bydgoszczy – Wojciechem Krajewskim), jednak Małecki z niej zrezygnował.

### Podsumowanie
W swojej karierze w rozgrywkach polskich centralnych lig koszykarskich nigdy nie wystąpił w meczu innego poziomu niż najwyższego, rozgrywając w sumie 237 meczów, w których zdobył 3512 punktów (średnio 14,8 w jednym spotkaniu). Jego rekordy statystyczne w najwyższej klasie rozgrywkowej w Polsce (w różnych spotkaniach) to 46 punktów, 15 zbiórek, 10 zbiórek w ataku i 8 asyst. W sumie 25 razy zdobył w meczu Polskiej Lidze Koszykówki 30 i więcej punktów, a trzykrotnie 40 i więcej.
Małecki przez pewien czas uznawany był za jednego z najbardziej utalentowanych koszykarzy w Polsce. Ze względu na talent porównywany był między innymi do Dominika Tomczyka. Jego kariera bywa przytaczana jako przykład jednego z największych niewykorzystanych talentów w historii polskiej koszykówki.
Dwukrotnie (w 1997 i 1998 roku) został wyróżniony tytułem najpopularniejszego sportowca Pałuk.
Zmarł 21 lutego 2016 w wyniku obrażeń doznanych w wypadku, w którym uderzył głową o krawężnik po tym, jak przewrócił się na ulicy. Jego uroczystości pogrzebowe odbyły się 26 lutego 2016 na cmentarzu w Janowcu Wielkopolskim.